# R型銷

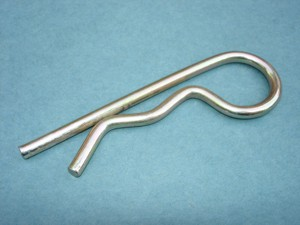
典型的R型銷

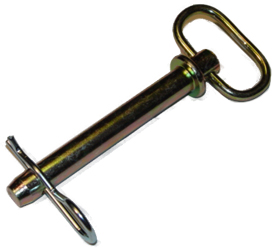
插入R型銷的連接插銷

R型銷，也稱為R型插銷、R型彈性銷、髮夾R型銷或是彈簧開口銷，是一種由耐用但柔韌的材料（通常是硬化金屬絲）製成的緊固件，拥有字母“R”的形狀。 
R型銷通常用於固定圓軸的端部，R型銷的直腿被推入軸一端附近的孔中，直到R型銷的另一個彎腿中間的半圓形「腹部」抓住軸的一側，抵抗將R型銷從孔中取出的任何力。為了幫助插入，彎腿的末端呈一定角度該傾斜端位於軸的側面，並打開「腹」口，足以在插入R型銷時穿過軸的最寬部分。
當需要更廣泛的合適軸時，還有雙環品種，並有利於固定繫繩的連接，以防止銷釘在拆卸時流失。它還能更均勻地分散應力，從而延長使用壽命。
這種類型的銷釘通常由比傳統開口銷更硬的金屬圓線製成。
R型銷的功能與開口銷和關鍵銷類似。與開口銷相比，它們更容易拆卸且可重複使用。

## 外部連結
- 维基共享资源上的相關多媒體資源：R型銷